# Xerothamnella
Xerothamnella  é um gênero botânico da família Acanthaceae.

## Espécies
As principais espécies são:
- Xerothamnella herbacea
- Xerothamnella parvifolia

## Nome e referências
Xerothamnella C.T. Branco, 1944